# Сосновка (Ярский район)
Сосно́вка — деревня в Ярском районе Удмуртской республики России. Входит в состав Еловского сельского поселения.

## География
Деревня находится в северо-западной части Удмуртии, в пределах Верхнекамской возвышенности, к северу от реки Чепца, на расстоянии примерно 15 км (по прямой) к северо-западу от посёлка Яр, административного центра района. Абсолютная высота — 167 м над уровнем моря.

### Часовой пояс
Сосновка, как и вся Удмуртия, находится в часовой зоне МСК+1. Смещение применяемого времени относительно UTC составляет +4:00.

## История
В «Списке населенных мест Российской империи», изданном в 1876 году, населённый пункт упомянут как казённая деревня Брюшинская Глазовского уезда (1-го стана), при речке Брюшина, расположенная в 57 верстах от уездного города Глазов. В деревне насчитывалось 60 дворов и проживало 505 человек (241 мужчина и 264 женщины).

## Население
| 2010 | 2012 |
| ---- | ---- |
| 10   | ↗14  |

Национальный состав
Согласно результатам переписи 2002 года, в национальной структуре населения русские составляли 100 %.

## Улицы
Уличная сеть деревни состоит из одной улицы (ул. Мира).